# Impeachment

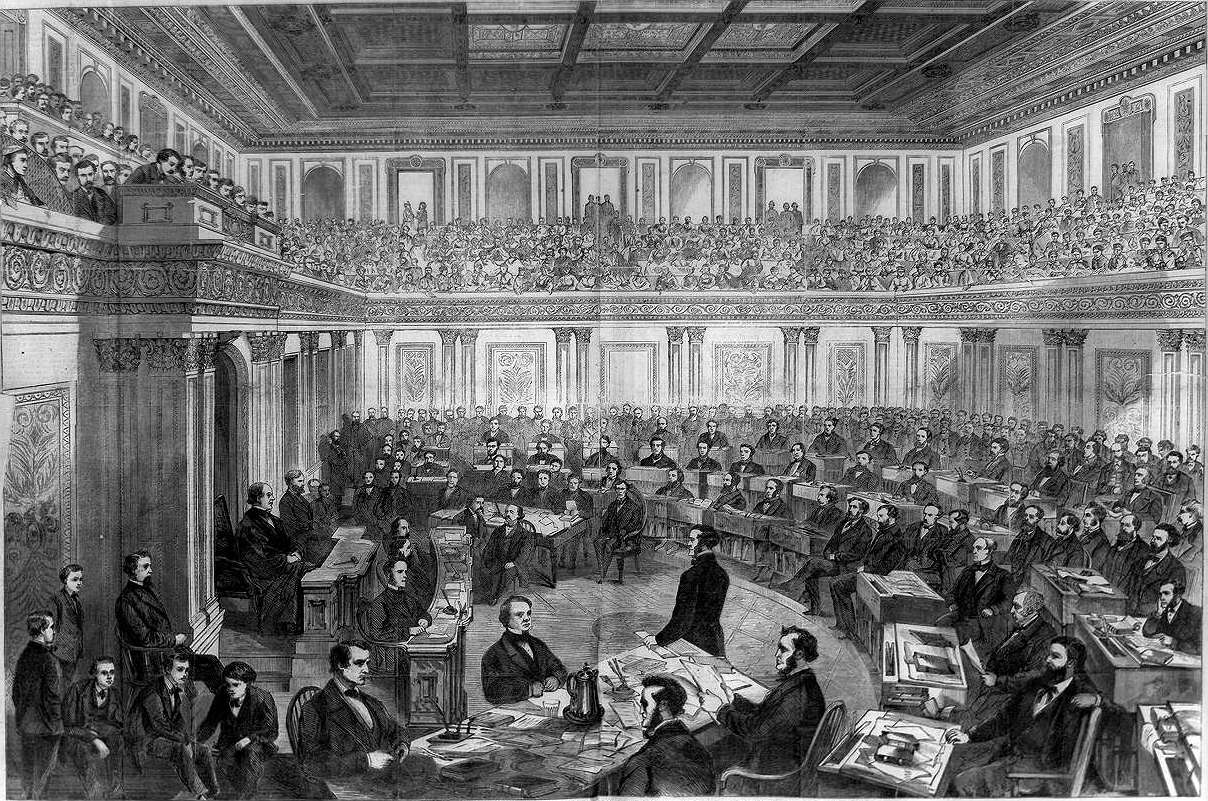
Procedura impeachmentu Prezydenta USA Andrew Johnsona w Senacie USA (1868)

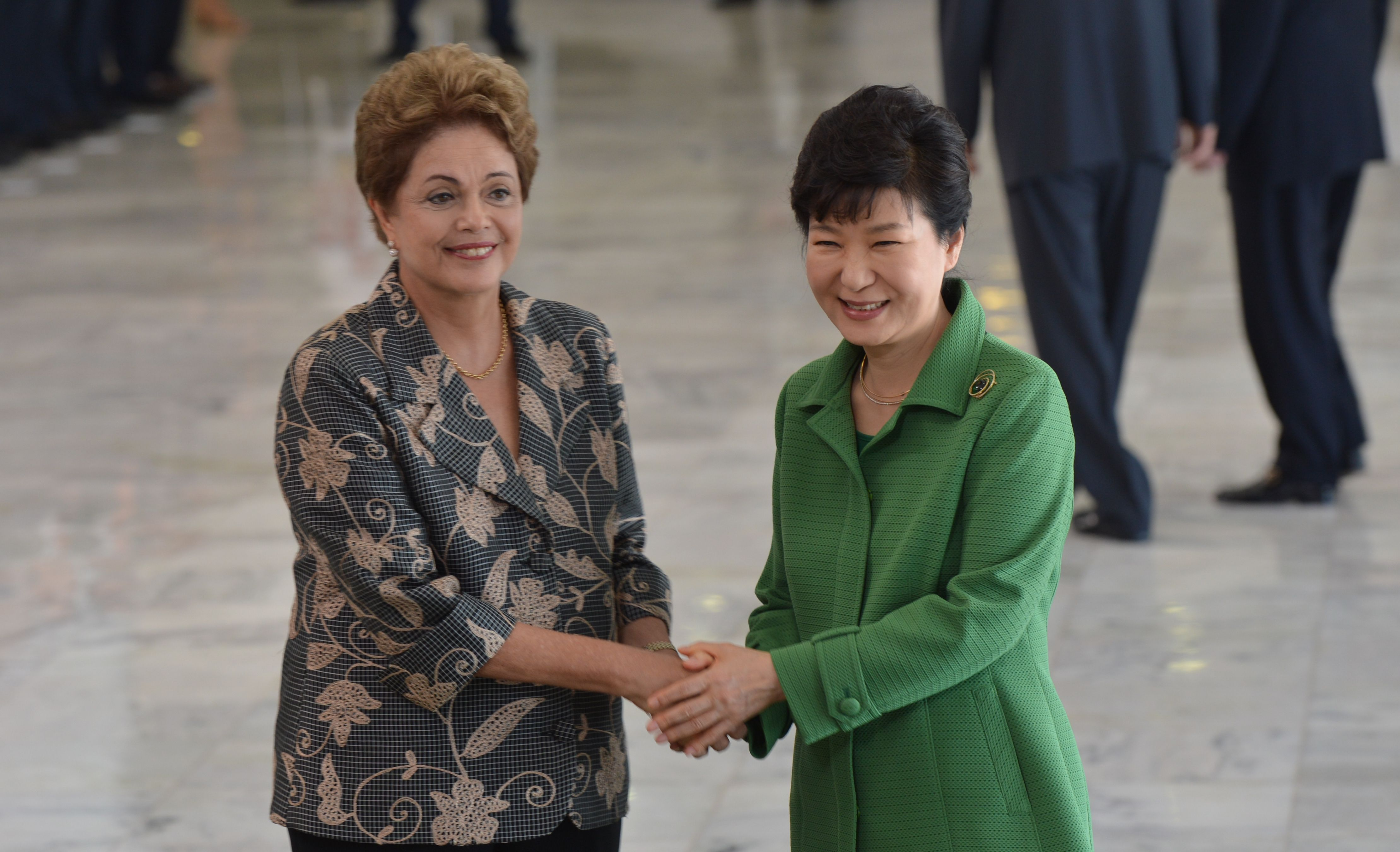
Prezydent Brazylii Dilma Rousseff i prezydent Korei Pd. Park Geun-hye – obie postawione w stan oskarżenia (impeachment) w drugiej dekadzie XXI wieku

Impeachment (/ɪmˈpitʃ mənt/, dosł. ang. „postawienie w stan oskarżenia”) – procedura pochodząca z anglosaskiej tradycji parlamentarnej, służąca realizacji odpowiedzialności konstytucyjnej prezydenta, wiceprezydenta i funkcjonariuszy cywilnych m.in. w USA. Procedura wszczynana jest przez parlament lub inne ciała legislacyjne państwa.
Procedura polega zwykle na powołaniu specjalnej komisji parlamentarnej, która przesłuchuje świadków oraz bada materiały źródłowe. Po ogłoszeniu wyników dochodzenia parlament podejmuje decyzję o ewentualnym pozbawieniu oskarżonego urzędu i immunitetu. To umożliwia postawienie oskarżonego przed sądem.
Impeachment dotyczy osób, które zostały powołane na stanowisko w wyniku demokratycznych procedur. Procedura powinna być więc stosowana tylko w sytuacji, gdy istnieją potwierdzone zarzuty, że dana osoba poważnie naruszyła prawo.
Usunięcie funkcjonariusza publicznego z urzędu ma swoje źródło w brytyjskiej tradycji prawnej, jednak przyjęło się także w innych krajach, m.in. w: USA, Australii, Brazylii (Dilma Rousseff), Irlandii, Filipinach, Korei Południowej (Park Geun-hye, Yoon Suk-yeol), Litwie (Rolandas Paksas), Rumunii (Traian Băsescu) i Indonezji (Abdurrahman Wahid).
Jedną z najbardziej znanych sytuacji zastosowania procedury, były wydarzenia dotyczące prezydenta Stanów Zjednoczonych Richarda Nixona, w związku z podejrzeniem o nielegalne praktyki podczas wyborów prezydenckich, znanych jako Afera Watergate. Od początku 1974, Izba Reprezentantów wszczęła procedurę impeachmentu prezydenta. Do postawienia prezydenta w stan oskarżenia nie doszło, gdyż Nixon 9 sierpnia 1974 sam ustąpił z urzędu. Jego następcą został Gerald Ford, który w miesiąc po rezygnacji Nixona, 8 września, wydał szeroki akt ułaskawienia, zamykając tym samym możliwość pociągnięcia Nixona do odpowiedzialności prawnej za jego nielegalne działania podczas prezydentury. Nixon przyznał się do popełnionych błędów w trakcie wywiadu przeprowadzanego przez Davida Frosta.
W Polsce Trybunał Stanu jest organem, który – po procedurze parlamentarnej – rozstrzyga kwestie naruszeń prawa przez osoby piastujące najwyższe urzędy.